# Lithothamnion propontidis
Lithothamnion propontidis Foslie, 1899  é o nome botânico  de uma espécie de algas vermelhas  pluricelulares do gênero Lithothamnion, subfamília Melobesioideae.
- São algas marinhas encontradas na Turquia e Tunísia.

## Sinonímia
- Não apresenta sinônimos.